# Министерство энергетики Филиппин
Министерство энергетики Филиппин отвечает за подготовку, интеграцию, координацию, контроль и управление всеми видами планов, программ, проектов и мероприятий правительства по отношению к энергетическим изысканиям, разработке, использованию, распределению и сохранению энергии.

## Организационная структура
Министерство возглавляет министр энергетики которому помогают три заместителя и три помощника. Под министерством находятся административная служба, Служба по финансам и информационным технологиям, Юридическая служба и Испытательно-лабораторная служба энергетических исследований.
Министерство состоит из следующих бюро:
- Бюро развития энергетических ресурсов
- Бюро управления использования энергии
- Бюро планирования и энергетической политики
- Бюро управления нефтяной промышленностью
- Бюро управления и электроэнергетики
- Бюро управления возобновляемой энергии.

Следующие учреждения и корпораций подчиняются министерству:
- Национальный совет по биотопливу
- Национальная энергетическая корпорация
- Национальная распределительная корпорация
- Национальная администрация электрификации
- Филиппинская национальная нефтяная компания
- Корпорация по управлению активами и пассивами энергетического сектора